# Stenopodidea
Stenopodidea (лат.) — инфраотряд ракообразных из отряда десятиногих (Decapoda). Внешне сходны с настоящими креветками и Dendrobranchiata, но филогенетически ближе к омарам и крабам. Характерная особенность — наличие крупных клешней на 3-й паре переопод (в отличие от омаров и крабов, у которых клешни развиты на 1-й паре переопод).

## Классификация
В настоящее время в группе рассматривают 71 вид, объединяемый в 12 родов. Известно 3 ископаемых вида (в составе монотипических родов). Самый древний ископаемый представитель Stenopodidea — Devonostenopus pennsylvaniensis (девон). До обнаружения D. pennsylvaniensis самым древним из известных видов инфраотряда был Jilinicaris chinensis (поздний мел).

### Семейства и роды
- Macromaxillocarididae Alvarez, Iliffe & Villalobos, 2006
  - Macromaxillocaris Alvarez, Iliffe & Villalobos, 2006
- Spongicolidae Schram, 1986
  - Engystenopus Alcock & Anderson, 1894
  - Globospongicola Komai & Saito, 2006
  - † Jilinicaris Schram, Shen, Vonk & Taylor, 2000
  - Microprosthema Stimpson, 1860
  - Paraspongicola De Saint Laurent & Cléva, 1981
  - Spongicola De Haan, 1844
  - Spongicoloides Hansen, 1908
  - Spongiocaris Bruce & Baba, 1973
- Stenopodidae Claus, 1872
  - † Devonostenopus Jones et al., 2014
  - Juxtastenopus Goy, 2010
  - Odontozona Holthuis, 1946
  - † Phoenice Garassino, 2001
  - Richardina A. Milne-Edwards, 1881
  - Stenopus Latreille, 1819